# Ульяновка (Репьёвский район)
Ульяновка — хутор в Репьёвском районе Воронежской области Российской Федерации.
Входит в состав Скорицкого сельского поселения.

## История
Хутор основан переселенцами из села Богословка ныне Белгородской области в 1924 году. Назван так в память о В. И. Ленине. До 1950 года относился к Богословскому сельсовету, затем перешел в Скорицкий сельский совет. В 1930-е годы шесть семей были раскулачены, столько же по вербовке уехали на Дальний Восток. В 1953 году ещё шесть семей переселились в Крым.
На хуторе были начальная школа, клуб, мельница, общественные амбары.

## География
В хуторе имеется одна улица — Ленина.

## Население
| 2010 |
| ---- |
| 14   |